# Joseph Dauphin
Pour les articles homonymes, voir Dauphin.
Joseph Dauphin, né à Tauves dans le Puy-de-Dôme le 10 février 1882 et mort le 12 juin 1917, est un soldat fusillé pour l'exemple par l'Armée française durant la Première Guerre mondiale.

## Biographie
Joseph Dauphin est né dans une famille de 10 enfants. Marié, père d'un enfant, le paysan Dauphin se trouvait incorporé dès le mois d'août 1914 au 70e bataillon de chasseurs à pied. Vaillant soldat, il reçut, dès 1915, la Croix de guerre avec palmes pour plusieurs actes héroïques, entre autres avoir ramené sur ses épaules un lieutenant gravement blessé près des barbelés de la tranchée ennemie ou bien encore avoir tenu une position jusqu'à épuisement de ses cartouches. Promu caporal, il reçut par trois fois une citation pour sa conduite exemplaire au combat.

## Les faits
En juin 1917, après l'effroyable hécatombe de printemps sur le Chemin des Dames et les permissions étant refusées à son bataillon, Joseph Dauphin et plusieurs soldats qui l'accompagnaient ramassèrent une cuite mémorable. Sous l'effet de l'alcool (dont l'armée n'était pas avare) et sans trop savoir ce qu'ils faisaient, ils auraient tiré quelques coups de fusil et lancé à la cantonade des propos séditieux. Une fois dégrisé et conscient d'avoir fauté, Dauphin s'attendait à récolter quelques jours de prison, mais à sa grande surprise et sans vraiment comprendre, ses supérieurs l'envoyèrent devant le Conseil de guerre.
Seul gradé parmi les hommes interpellés et pour avoir chanté un peu fort J'ai deux grands bœufs dans mon étable (version contredite par l'accusation qui l’accusait d’avoir crié : À bas la guerre, vive la Révolution ! À bas Poincaré, vive la Russie !), le caporal Dauphin, considéré comme meneur dans la vague des mutineries de 1917, fut condamné à mort et fusillé le 12 juin 1917 à la ferme de Fété, près de Ventelay dans l'Aisne. François Brugière, son camarade de Tauves, vraisemblablement impliqué dans la même séance de beuverie et désigné pour faire partie du peloton d'exécution, refusa de tourner son fusil contre Joseph. Condamné à 10 ans de travaux forcés, il fut envoyé au bagne d'Orléansville (maintenant Chief) où il mourut d'épuisement le 12 février 1918. Joseph Dauphin, quant à lui, repose dans la nécropole de la Maison Bleue à Cormicy dans la Marne, tombe no 884.

## Tentative de réhabilitation
Malgré de nombreuses campagnes de presse, il n'a jamais été réhabilité (toute requête de demande en révision étant jugée irrecevable par la justice après 1928). Sur les ondes de France Inter, le journaliste Daniel Mermet a, pour sa part, consacré plusieurs émissions de Là-bas si j'y suis au cas du caporal Dauphin. C'est aussi dans la pensée de ces hommes injustement condamnés par la justice militaire que le Premier ministre socialiste Lionel Jospin prononça, le 5 novembre 1998, son discours de Craonne, demandant qu'ils retrouvent leur place dans la mémoire collective, discours qui fit ressurgir de vieilles polémiques avec la droite française sans parvenir à trancher les désaccords sur le sujet toujours controversé des fusillés pour l'exemple. Concernant plus particulièrement les soldats fusillés dans le cadre des mutineries de 1917, à ce jour, aucun d'entre eux n'a été réhabilité.
Le nombre de soldats réhabilités pour toute la durée de la guerre, une quarantaine en tout, peut paraître relativement faible par rapport à l'ensemble des exécutions de la période 1914-1918 (environ 600, compte non tenu des exécutions sommaires sans jugement, dont un siècle de silence a maintenant effacé toute trace). Il s'explique en grande partie par le faible nombre des demandes de révision déposées, la majeure partie des familles de condamnés n'ayant pas jugé bon de donner suite pour des raisons diverses : hontes soigneusement cachées, difficultés pour constituer des dossiers solides et retrouver des témoignages, manque de moyens financiers, dépôts trop tardifs des demandes, omnipotence des autorités administratives et militaires, etc.